# Paul Héroult
Paul Héroult (n. 10 aprilie 1863, Thury-Harcourt, Basse-Normandie, Franța – d. 9 mai 1914, Antibes, Alpes-Maritimes, Franța) a fost un om de știință francez. A fost inventatorul electrolizei aluminiului și a dezvoltat primul cuptor cu arc electric cu succes comercial.

## Biografie
Paul Héroult a citit tratatul despre aluminiu al lui Henri Sainte-Claire Deville, când avea 15 ani. La acea vreme, aluminiul era la fel de scump ca argintul și era folosit mai ales pentru articole de lux și bijuterii. Héroult a vrut să-l facă mai ieftin. El a reușit să facă acest lucru când a descoperit procedeul electrolitic al aluminiului în 1886. În același an, în Statele Unite, Charles Martin Hall (1863–1914) descoperea același proces. Din această cauză, procesul a fost numit procesul Hall–Heroult.
A doua cea mai importantă contribuție a lui Héroult este primul cuptor cu arc electric de succes comercial (EAF) pentru oțel în 1900. Cuptorul Héroult a înlocuit treptat topitorii gigantice pentru producerea unei varietăți de oțeluri. În 1905, Paul Héroult a fost invitat în Statele Unite ca consilier tehnic al mai multor companii, și în special al United States Steel Corporation și al Halcomb Steel Company. Halcomb a instalat primul cuptor Héroult din SUA.
Invenția cuptorului cu arc electric a început probabil când Humphry Davy a descoperit arcul de carbon în 1800. Apoi, în 1878, Carl Wilhelm Siemens a brevetat, construit și operat atât EAF-uri directe, cât și indirecte. Utilizarea comercială încă mai trebuia să aștepte surse mai mari de energie electrică și electrozi de carbon mai buni.
Paul Héroult este renumit pentru alte invenții majore, printre care o conductă autoportabilă încă folosită pentru a coborî apa de pe înălțimile munților și peste râuri către centralele hidraulice, evitând necesitatea construirii de poduri scumpe.
Christian Bickert a spus despre el [3]
„Paul Héroult nu avea niciuna dintre atributele savantului tradițional. Era încordat, indisciplinat, uneori dur și insolent; nu se potrivea cu imaginea unor oameni de știință înțelepți și disciplinați. Îi plăceau jocurile, compania femeilor, călătoriile pe uscat și pe mare; era un spirit liber într-un trup impetuos. Fără comparație cu omul de știință auster, care se luptă cu misterele încăpățânate. Descoperirile sale nu au fost rezultatul unor lungi nopți nedormite petrecute într-un laborator sau al unor demonstrații științifice complicate. Héroult iubea viața și nu ar fi putut suporta astfel de restricții. În schimb, invențiile lui au apărut dintr-o dată, din senin, o lovitură de bun simț, sau de geniu, uneori în timpul unui joc plin de viață de biliard, distracția lui preferată.”
Moartea lui Héroult la 9 mai 1914 a urmat împlinirea vârstei de 51 de ani cu douăzeci și nouă de zile.